# Char Batignolles-Châtillon
De Char Batignolles-Châtillon is zowel de naam van een Frans tankproject van voor de Tweede Wereldoorlog als voor een van na de oorlog.

## Eerste project
Op 2 augustus 1933 werd er door de Franse Infanterie een ontwikkelingsprogramma voor tanks opgesteld, dat in 1934 weer gewijzigd werd tot het Plan 1934. Het plan voorzag in de bouw van een lichte infanterietank. Verschillende fabrikanten dienden een plan in en ook Batignolles-Châtillon kreeg opdracht het hare uit te werken in een prototype.
Op 5 april 1935 wordt het voertuig ter beoordeling overgedragen aan de Commission de Vincennes. Het doet met zijn afgeschuinde romp en toren sterk denken aan de rivaliserende FCM 36, maar heeft een platte beschermingsplaat over het loopwerk met zeven loopwielen en gepantserde opklapbare spatborden. Ook zijn romp en toren niet gelast maar respectievelijk samengeschroefd en gegoten. De bewapening is standaard: een 37 mm kanon en twee 7,5 mm mitrailleuses. De commissie oordeelt dat de bepantsering goed is (met uitzondering van de platen achter de ophanging) en het rijbereik met vier uur meer dan geëist uitstekend door het gebruik van een 66 pk Unic dieselmotor. Tijdens rijproeven tot 24 juni blijkt echter dat de tank zeer onbetrouwbaar is: het lukt niet de testroute van 50 km te volbrengen doordat het loopwerk beschadigd raakt. Op 27 juni is de tank weer gerepareerd maar op 11 juli gaat hij weer stuk. De commissie suggereert dat de oorzaak wellicht te vinden kan zijn in het 11760 kg overgewicht boven de specificatie van negen ton.

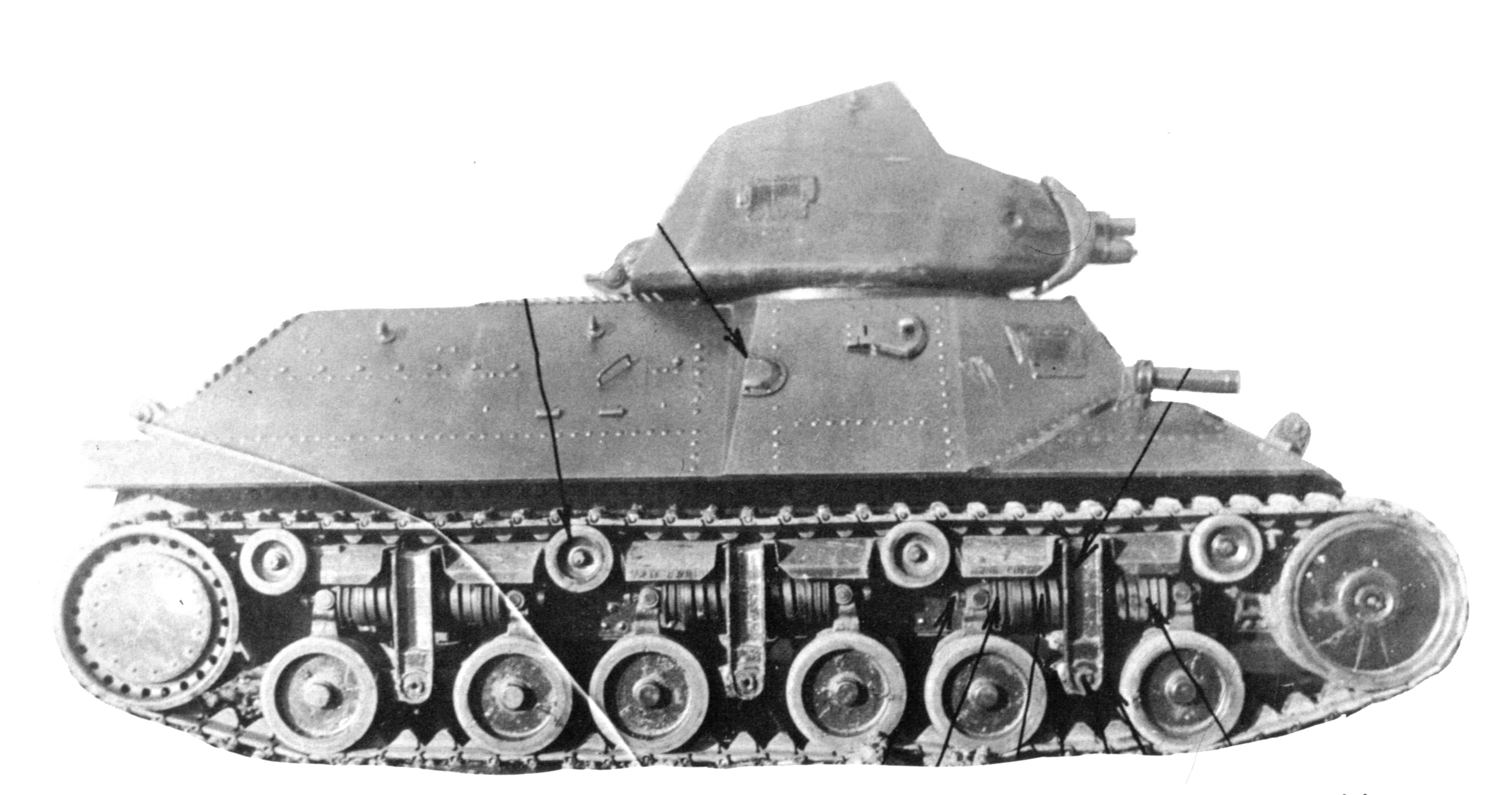
Het verbeterde prototype uit 1936; de foto is een uitsnede van die welke bij het officiële commissierapport gevoegd was; de pijlen wijzen op mankementen

Op 22 juli neemt de fabriek het prototype weer terug en brengt een geheel nieuw loopwerk aan met zes loopwielen, per paar verbonden aan een as die in een houder omhoog kan bewegen tegen de druk van een verticale springveer in, terwijl de wielen ieder apart geveerd zijn door aan weerszijden van die houder omhoogschuivende horizontale springveren in rubber gegoten. Vanaf 20 januari tot 1 augustus 1936 wordt het materieel weer getest. De commissie concludeert dat de daalhoek slecht is, de motor te zwak en de versnellingsbak onbetrouwbaar. De fabriek neemt het materieel opnieuw terug en stelt voor een sterkere Codra-motor te installeren. Als de commissie laat weten dat dit op zich niet voldoende zal zijn, wordt het hele project opgegeven. Het bedrijf wordt gecompenseerd met de belofte dat het ingeschakeld zal worden bij de massaproductie van de FCM-toren, nu het aangetoond heeft dat het een gelijkende toren kan ontwikkelen, die ook even in beeld geweest is als vervanger van de APX-toren. Deze productie zou echter niet op gang komen.

## Tweede project
In de jaren vijftig houdt Batignolles-Châtillon zich opnieuw met tankontwikkeling bezig. Men ontwerpt eerst een lichte tank en, als blijkt dat deze niet in productie wordt genomen, wordt het project vanaf 1954 verder ontwikkeld tot een zo licht mogelijke Main Batle Tank. Dit heeft een zeer platte romp met maximaal 80 mm pantser, zes loopwielen met hydraulische ophanging en een oscillerende toren met automatische lader zoals bij de AMX 13 (de bovenkant met star ingebouwd kanon scharniert op de onderkant) maar nu met een zwaar 90 mm kanon met een aanvangssnelheid van 930 m/s. De secundaire bewapening bestaat uit een machinegeweer. Het gewicht blijft onder de 25 ton en de maximumsnelheid is een voor die tijd zeer respectabele 65 km/u. Het voertuig heeft dan ook vrij beperkte afmetingen: een lengte van 567 centimeter, een breedte van 316 centimeter en een hoogte van 237 centimeter. De bemanning bestaat uit vier: een commandant en schutter in de toren en een chauffeur links in de romp en een radioseiner rechts van hem. Er worden twee prototypen geconstrueerd.
Het voertuig concurreert met het AMX 30 prototype en verliest die competitie: oscillerende torens raken uit de mode omdat ze relatief hoog zijn en moeilijk gasdicht te maken; een hydraulische ophanging is inherent onbetrouwbaar en dus "onderhoudsgevoelig". Wel wordt een gedeelte van de technologie voor het latere voertuig gebruikt.